# Geoff Downes

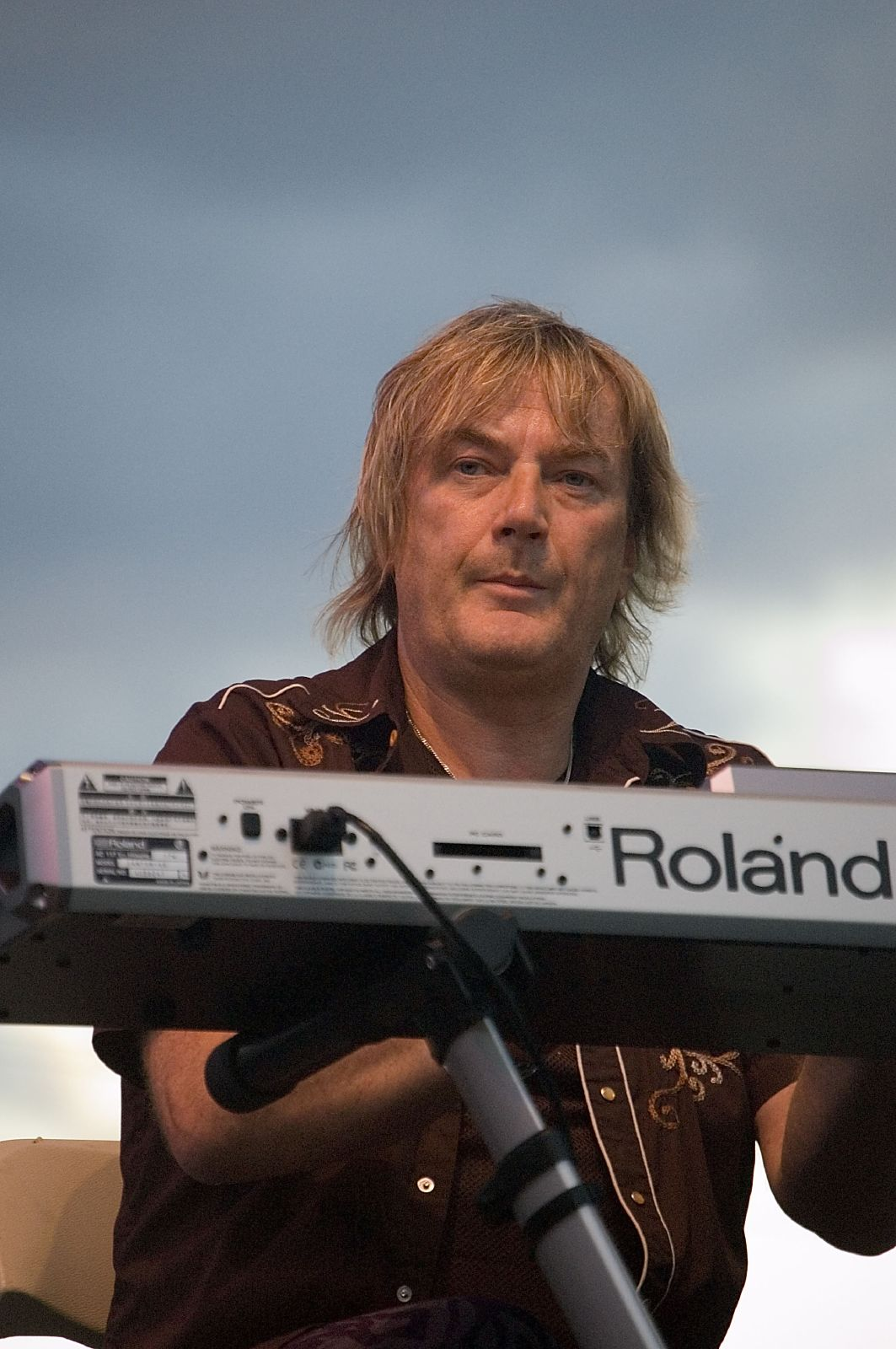
Geoff Downes (2006)

Geoffrey Downes (* 25. August 1952 in Stockport, Cheshire) ist ein britischer Rock-Keyboarder.

## Leben

### Jugend
Downes wuchs in einer musikalisch geprägten Familie auf. Sein Vater war Kirchenorganist und seine Mutter Pianistin. Downes begann, sich mit Keyboards zu beschäftigen, und spielte in mehreren lokalen Bands, bevor er 1972 ein Studium an der Musikhochschule in Leeds am dortigen College of Music aufnahm. Er studierte dort Klassische Musik und Jazz und beschäftigte sich sehr mit dem Jazzrock-Keyboarder Herbie Hancock. Zu dieser Zeit spielte er auch in der Band She's French.
1975, nach dem Studium, zog Downes nach London, wo er als Session-Keyboarder arbeitete und Werbemelodien komponierte. gleichzeitig spielte er in mehreren Bands, darunter die Roy Carter Band.

### Camera Club, 1976–1979
Beim Vorspielen für die Band von Popsängerin Tina Charles im Jahre 1976 traf er Trevor Horn. Kurz darauf gründeten Downes und Horn gemeinsam mit Bruce Woolley, Thomas Dolby und Hans Zimmer die Band Camera Club. Allerdings war dieser Combo kein langes Leben beschieden.

### The Buggles, 1979–1981
Nach dem Ende von Camera Club riefen Downes, Horn und Woolley die Pop-Band The Buggles ins Leben, welche schon bald nach der Gründung zu einem Duo, bestehend aus Downes und Horn, schrumpfte. In dieser Besetzung veröffentlichten die Buggles 1979 ihre Debütsingle Video Killed The Radio Star, welche international ein großer Erfolg wurde. Das Video dazu war der erste jemals gezeigte Videoclip des Musiksenders MTV. 1980 kam das Debütalbum The Age Of Plastic heraus, 1981 folgte Adventures in Modern Recording.

### Yes, 1980
Die Buggles waren bei dem Manager Brian Lane unter Vertrag, ebenso wie die Progressive-Rock-Band Yes, und arbeiteten zufällig im selben Studio wie die Anfang 1980 verbliebenen Yes-Mitglieder Steve Howe, Chris Squire und Alan White. Als große Yes-Fans beobachteten Downes und Horn die drei Musiker bei der Arbeit an neuen Songs. Ihre Fragen nach dem Sänger Jon Anderson und dem Keyboarder Rick Wakeman, die die Band kurz zuvor verlassen hatten, wurden zunächst ausweichend beantwortet. Horn versuchte daraufhin, Yes ein Stück namens We can fly from here zu verkaufen. Squire war interessiert, und da Steve Howe und Alan White kurzfristig nicht zur Verfügung standen, wurde schnell eine Session mit Squire, Horn, Downes und dem Schlagzeuger Bill Bruford organisiert, während deren man We can fly from here probte.
Erst nach einiger Zeit eröffnete man Downes und Horn, dass Anderson und Wakeman nicht mehr zu Yes dazustoßen würden. Vermutlich hatte man sich die Möglichkeit einer Versöhnung so lange wie möglich offenhalten wollen. Erst als die Zeit bis zu einer bereits gebuchten Tour knapp wurde, gegen Ende der Sessions, wurden Downes und Horn gefragt, ob sie nicht Yes-Mitglieder werden wollten. Beide sagten zu und das Album Drama wurde in Rekordzeit durch die Kombination des Yes-Materials mit einigen Liedern der Buggles fertiggestellt. Yes gingen in dieser Besetzung daraufhin auf eine Tournee, während derer auch We can fly from here gespielt wurde, das jedoch nicht den Weg auf das Album gefunden hatte.
Die stimmlichen Probleme von Trevor Horn, vor allem bei den alten Yes-Titeln, und eine Auseinandersetzung mit White belasteten diesen und darüber hinaus das Klima in der Band. Am Ende der für Yes-Verhältnisse recht kurzen Tour in den USA und in England war klar, dass Yes vor dem vorläufigen Aus standen.

### Asia, 1981–1986
Yes-Gitarrist Steve Howe tat sich dann auf Anregung Brian Lanes mit dem Bassisten und Sänger John Wetton zusammen. Zusammen probte man eine Weile und erarbeitete frühe Fassungen der späteren Asia-Songs Cutting it fine, Without you und Here comes the Feeling, die alle auf Ideen Wettons beruhten. John Kalodner, damals bei Atlantic Records, brachte ein Team um Wetton und Howe zusammen, das aus Lane, David Geffen (dem späteren Mitbegründer der Dreamworks-Filmstudios), der eben sein eigenes Plattenlabel Geffen Records gegründet hatte, und dem Queen-Produzenten Mike Stone bestand. Als Nächstes wandte man sich an den Schlagzeuger Carl Palmer, zuvor bei Emerson, Lake & Palmer. Der sagte zu, regte aber an, noch einen Keyboarder mit in die Band zu nehmen, da er mit den 1980er Jahren eine keyboardorientierte Rockmusik kommen sah. Howe schlug daraufhin Geoff Downes vor – die Supergroup Asia war komplett.
Downes arbeitete zu dieser Zeit in geringem Umfang auch noch an dem zweiten und letzten Buggles-Album Adventures in Modern Recording mit, sein Haupteinsatz galt jedoch Asia. Mit dieser Band nahm Downes zunächst 3 Alben auf (Asia, Alpha und Astra) bevor sich die Band 1985 erstmals auflöste.

### Solo, 1986 bis 1989
Nach dem Zerfall der Band produzierte Geoffrey Downes Anfang 1986 das erste Album von Steve Howes neuer Band GTR. Dieser hatte Asia bereits ein Jahr zuvor verlassen. 1987 produzierte Downes auch das zweite GTR-Album, das allerdings bis heute unveröffentlicht blieb. Gleichzeitig schrieben Wetton und Downes weiterhin gemeinsam Songs, allerdings ohne ein neues Projekt konkret ins Auge zu fassen.
1986 erschien auch Downes’ erstes Soloalbum The Light Program, das fünf mehrteilige Suiten, allesamt instrumentale Keyboardstücke, enthielt. Downes produzierte das Album selbst und spielte sämtliche Instrumente.
Nach einem gescheiterten Wiedervereinigungsversuch unter dem Namen Asia, mit Wetton, Downes, dem Schlagzeuger Michael Sturgis und dem Gitarristen Scott Gorham (ex-Thin Lizzy) taten sich Downes, Sturgis und Gorham mit Phil Spalding, dem ehemaligen Bassisten, und Max Bacon, dem ehemaligen Sänger von GTR zusammen, um Songs für ein Projekt namens Rain zu schreiben, das allerdings nie verwirklicht wurde. Ebenfalls beteiligt war der Songwriter Johnny Warman und ab Anfang 1988 der Sänger und Bassist John Payne, den Downes durch Spalding kennengelernt hatte. Während dieser Sessions entstanden zahlreiche Lieder, die sowohl von Bacon, als auch, später, von Payne eingesungen wurden und zum Teil erst Jahre später, auf Alben von Asia, Bacon und Downes veröffentlicht wurden. Moon under Water und Satellite Blues erschienen auf Downes’ Solo-Album Vox Humana (1993).
Etwa zeitgleich wandte sich Downes der Idee zu, aus dem Thema seines Buggles-Hits Video killed the Radio Star ein Musical zu machen, doch trotz der Zusammenarbeit mit dem Andrew-Lloyd-Webber-Texter Don Black wurde auch daraus nichts. Es existieren allerdings Demos, die bereits im Winter 1986/1987 teilweise vom GTR-Sänger Robert Berry eingesungen wurden.
Downes wandte sich nun einem neuen Supergroup-Projekt zu, das ihn mit dem ehemaligen King-Crimson-Schlagzeuger Michael Giles und dem früheren Asia- und ELP-Sänger Greg Lake zusammenbrachte. Dieser hatte sich von Keith Emerson getrennt, der seinerseits mit Carl Palmer und dem Robert Berry, der GTR mittlerweile verlassen hatte, unter dem Namen Three an einem neuen Album arbeitete. Die einjährige Zusammenarbeit Downes’, Lakes und Giles’ unter dem Projektnamen Ride the Tiger erbrachte acht neue Songs, die allerdings bis heute teilweise unveröffentlicht geblieben sind. Das Lied Street Wars erschien später auf dem Emerson,-Lake-&-Palmer-Album In the hot Seat, Love under fire ist auf dem Asia-Album Aqua zu finden. Zwei weitere Stücke wurden auf Lakes From The Beginning. The Greg Lake Retrospective veröffentlicht.

### Wieder bei Asia, 1989 bis heute
Ende 1989 wurde Downes von Wetton und Palmer zu Asia zurückgeholt. Als ständigen Gitarristen holten die drei Pat Thrall in die Band, der zuvor bei Meat Loaf und Pat Travers gespielt hatte. In dieser Besetzung ging die Band nun auf Tour. Ein neues Album (Then And Now, 1990) erreichte in den USA allerdings nur Platz 117 und auch die Single Days Like these floppte. Nach der Veröffentlichung des Live-Albums Asia live in MOCKBA (Ende 1990) fiel die Band, wie es schien, endgültig auseinander.
Downes rief jedoch 1991 gemeinsam mit John Payne und einigen anderen neuen Musikern Asia wieder ins Leben und ist bis heute bei Asia aktiv. Er hat dabei maßgeblich am Songwriting mitgewirkt und mit seinen Keyboardbeiträgen die Musik Asias nachhaltig geprägt. Während vieler Jahre war er das einzige in der Band verbliebene Gründungsmitglied, bis es Mitte 2006 zur Reformierung der Asia-Urbesetzung kam.

### Weitere Soloalben, 1991 bis heute
1991 arbeiteten Ex-Deep-Purple-Sänger Glenn Hughes und Geoffrey Downes gemeinsam an Demos für ein Soloalbum Hughes’. Die Aufnahmen repräsentieren die neue Stilrichtung, die Hughes zu diesem Zeitpunkt einschlagen wollte und erinnern an Michael Bolton, mit einem gewissen Soul-Einfluss. Es blieb bei den Demos, die Aufnahmen wurden erst 1998 veröffentlicht, unter dem Titel The Work Tapes.
Neben seiner Arbeit für Asia veröffentlichte Downes auch weiterhin Soloalben: zunächst Vox Humana (1992, auf Jimco Records), das als Nachfolger des instrumentalen The Light Program auch gesungene Stücke enthielt, darunter auch einige Coverversionen, z. B. Video Killed the Radio Star und Plastic Age von den Buggles, Ave Maria (Bach/Gounod), und White Car (Yes). Gesungen wurden die Songs unter anderem von Max Bacon (GTR), Emma Stace und John Payne (Asia). Viele der Stücke waren 1988/1989 in den Advision Studios entstanden, wo Downes als Producer gearbeitet hatte. Einige davon, unter anderem Tears vom Februar 1988, waren für das Rain-Projekt vorgesehen gewesen. Für die europäische Veröffentlichung ersetzte Downes die Instrumentalversion von Video Killed the Radio Star durch eine von Glenn Hughes gesungene.
Evolution (1993) enthielt Instrumentalversionen von Songs, die Downes’ Karriere entscheidend mitgeprägt hatten (darunter Totos Africa, Bon Jovis Livin' On a Prayer, The Moody Blues’ Nights in White Satin, Foreigners I Want to Know What Love Is, Procol Harums A Whiter Shade of Pale, Led Zeppelins Stairway to Heaven und Kansas’ Dust in the Wind).
1999 erschien The World Service, vier Jahre darauf Shadows And Reflections (2003), das zwei annähernd halbstündige Ambient-Kompositionen enthält.

### Icon (Wetton/Downes), 2005 bis 2017
Von 2005 bis zu dessen Tod 2017 veröffentlichten John Wetton und Geoff Downes unter dem Namen Icon regelmäßig studio- und Live-Alben. Insgesamt sind fünf Icon-Veröffentlichungen erschienen.

### Wieder bei Yes, 2010 bis heute
Ende 2010 schlug der Produzent des damals in Arbeit befindlichen Yes-Albums Fly from Here, Trevor Horn, vor, Downes einige Passagen des neuen Materials einspielen zu lassen, da Yes mit We Can Fly from Here, We Can Fly from Here Part 2 (später Sad Night at the Airfield) und Life on a Film Set einige bis dato unveröffentlichte Buggles-Songs aufnehmen sollten. Bald darauf wurde der damalige Yes-Keyboarder Oliver Wakeman ganz durch Downes ersetzt: Grund dafür war, dass Downes’ weitaus bekannterer Name für bessere Verkaufszahlen sorgen würde. Zudem waren sowohl Icon, Asia als auch Yes bei der Plattenfirma Frontiers Records unter Vertrag. Wakeman verließ die Band nicht freiwillig.
Downes ersetzte in der Folge bis auf einige Reste die Keyboardparts Wakemans und ist seither, neben seinem Engagement für Asia und Icon, wieder offizielles Mitglied von Yes. 2011 ging er mit der Band auch auf Tournee.

### Downes Braide Association, 2012 bis heute
Seit 2012 veröffentlichen Chris Braide und Geoff Downes unter dem Namen Downes Braide Association regelmäßig Studio- und Live-Alben. Insgesamt sind bis heute fünf Veröffentlichungen erschienen.

### Jerusalem / Deckchair Poets/Zorbonauts/Zebras Don't Smoke, 2009 bis 2025
mit Lynden Williams / Nick D'Vigillio / Rachael Hawnt / Ollie Hannifin /
Bob Cooke /  Rachel Hall / Ray Drury / RobAubrey / Dave Meros
Jerusalem - Escalator (2009)
Deckchair Poets – Who Needs Pyjamas? (2013)
Jerusalem - Black Horses (2014)
Deckchair Poets – Searchin' for a Lemon Squeezer (2015)
Jerusalem - Cooler Than Antarctica. (2016)
Deckchair Poets – A Bit of Pottery (2019)
Zorbonauts – Tall Tails (2019)
Deckchair Poets – Always Piste at Christmas (2019)
Zorbonauts – The Unobserved Beaver (2020)
Zebras Don't Smoke – Don't Mention the Swedes (2020)
Deckchair Poets – The Crop Circlers' Guide to Abstract Expressionism (2021)
Zorbonauts – Armed Slobbery (2021)
Deckchair Poets – Be My Pillow (2022)
Zebras Don't Smoke – Inflatable Noise (2022)
Es handelt sich hierbei um verschiedene Versionen einer unbekannten Supergroup, alleine durch die Vorgeschichte einiger Musiker ist der Begriff „Supergroup“ absolut gerechtfertigt.

## Diskografie
Mit The Buggles
- The Age Of Plastic. 1980
- Adventures In Modern Recording. 1982

Mit Yes
- Drama. 1980
- Fly from Here. 2011
- Heaven & Earth. 2014

Mit Asia
- Asia. 1982
- Alpha. 1983
- Astra. 1985
- Then & Now. 1990
- Aqua. 1992
- Aria. 1994
- Arena. 1996
- Archiva 1. 1996
- Archiva 2. 1996
- Aura. 2002
- America – Live In The USA. 2002
- Silent Nation. 2004
- Phoenix. 2008
- Omega. 2010
- XXX. 2012
- Gravitas. 2014

Solo
- The Light Program. 1986
- Vox Humana. 1992
- Evolution. 1993
- The World Service. 1999
- Shadows And Reflections. 2003

Mit Glenn Hughes
- The Work Tapes. 1998

Mit John Wetton
Als John Wetton & Geoffrey Downes bzw. Wetton/Downes 
- Wetton/Downes (2001, Demo-Aufnahmen von 1982 bis 1995), Stallion Records

Als Icon 
- Icon. Frontiers Records/UMe Digital (US), 2005
- Acoustic TV Broadcast. Live. Frontiers Records, 2006
- Icon II: Rubicon. Frontiers Records (US), 2006
- Icon Live – Never in a Million Years (Live). Frontiers Records (US), 2006
- Icon 3. Frontiers Records (I), 2009
- Heat of the Moment ’05. Single. Frontiers Records (US), 2005

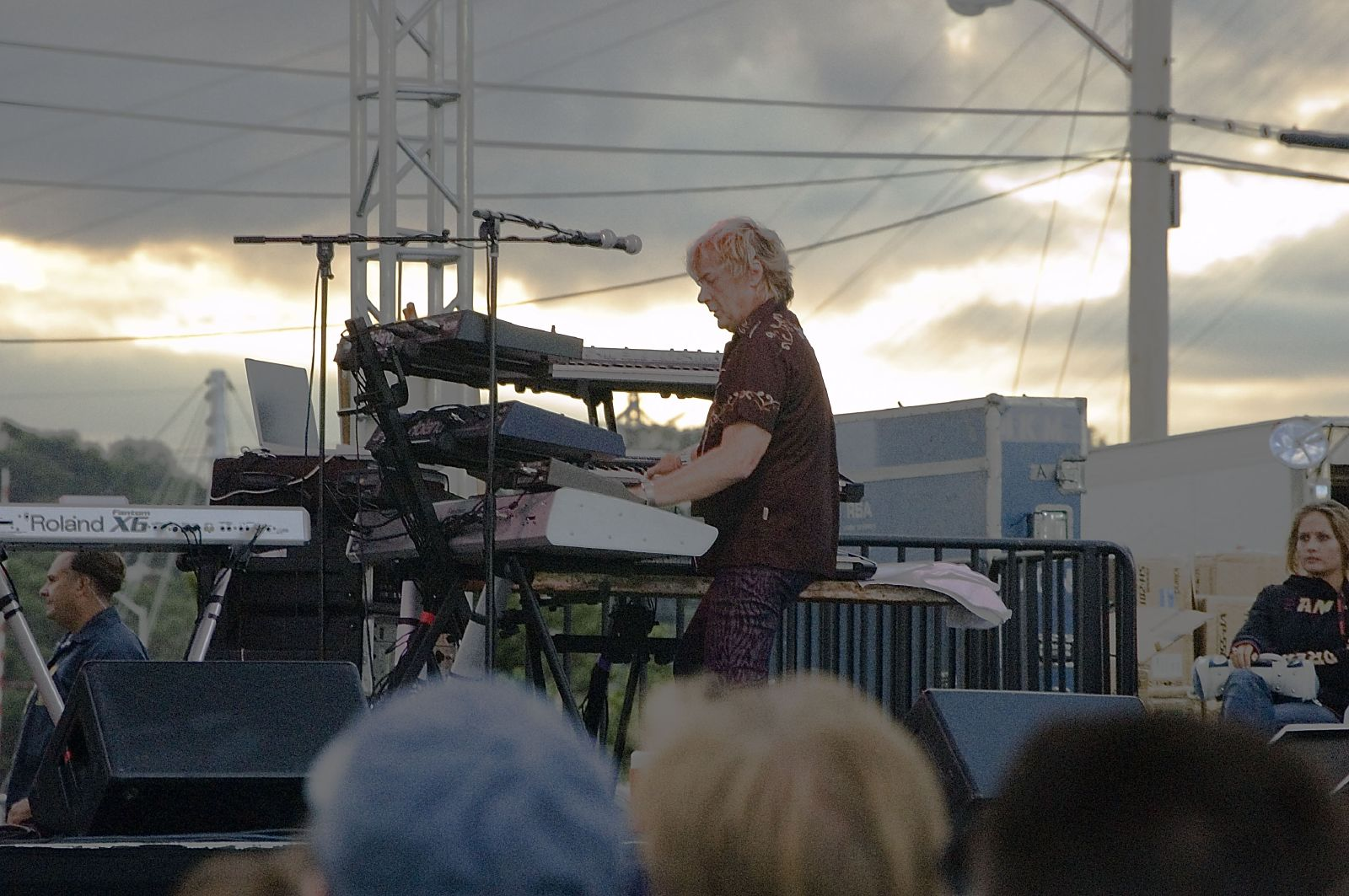
Geoff Downes in Aktion (2006)